# Auditorio Telmex
Telmex Auditorium é uma arena multi-uso localizado no México.